# Seth in bronzo (AEIN 614)
La statuetta di Seth in bronzo (AEIN 614) è un'antica statua egizia in bronzo raffigurante Seth, dio egizio del caos, del deserto, delle tempeste, del disordine, della violenza e degli stranieri, risalente al Nuovo Regno (XIX–XX dinastia: XIII–XI secolo a.C.), di provenienza incerta (forse Saqqara) e conservata alla Ny Carlsberg Glyptotek di Copenaghen.

## Storia
La statua originale subì alcune modifiche già in epoca antica: le orecchie del misterioso (e probabilmente chimerico) "animale di Seth" furono sostituite da due corna ricurve d'ariete, pur sopravvivendo il tipico muso curvo e allungato e di Seth: ne risultò una rappresentazione inizialmente attribuita a Khnum, dio-ariete delle acque del Nilo, poi al supremo dio Amon, sovente raffigurato in forma ovina. Tali modifiche potrebbero essere derivate da mutamenti dello scenario politico. Associato, nel suo ruolo di dio degli stranieri, a divinità estere come Reshef e Baal, Seth fu molto adorato dai sovrani del popolo Hyksos che occuparono l'Egitto, governando da Avaris, fino al 1550 a.C. Seth fu tenuto in massima considerazione dai faraoni della XIX dinastia (1292–1189 a.C.) originari proprio di Avaris, nella zona orientale del delta del Nilo. Dopo la XX dinastia i templi di Seth persero influenza e prestigio, sue immagini non furono più prodotte e gli antroponimi con riferimenti al suo nome (Seti, Sethnakht, Sethherkhepeshef, Sethemuia, Sethemnakht, ...) cessarono di esistere, verosimilmente per un mutamento della percezione del suo ruolo di antagonista di Horus.

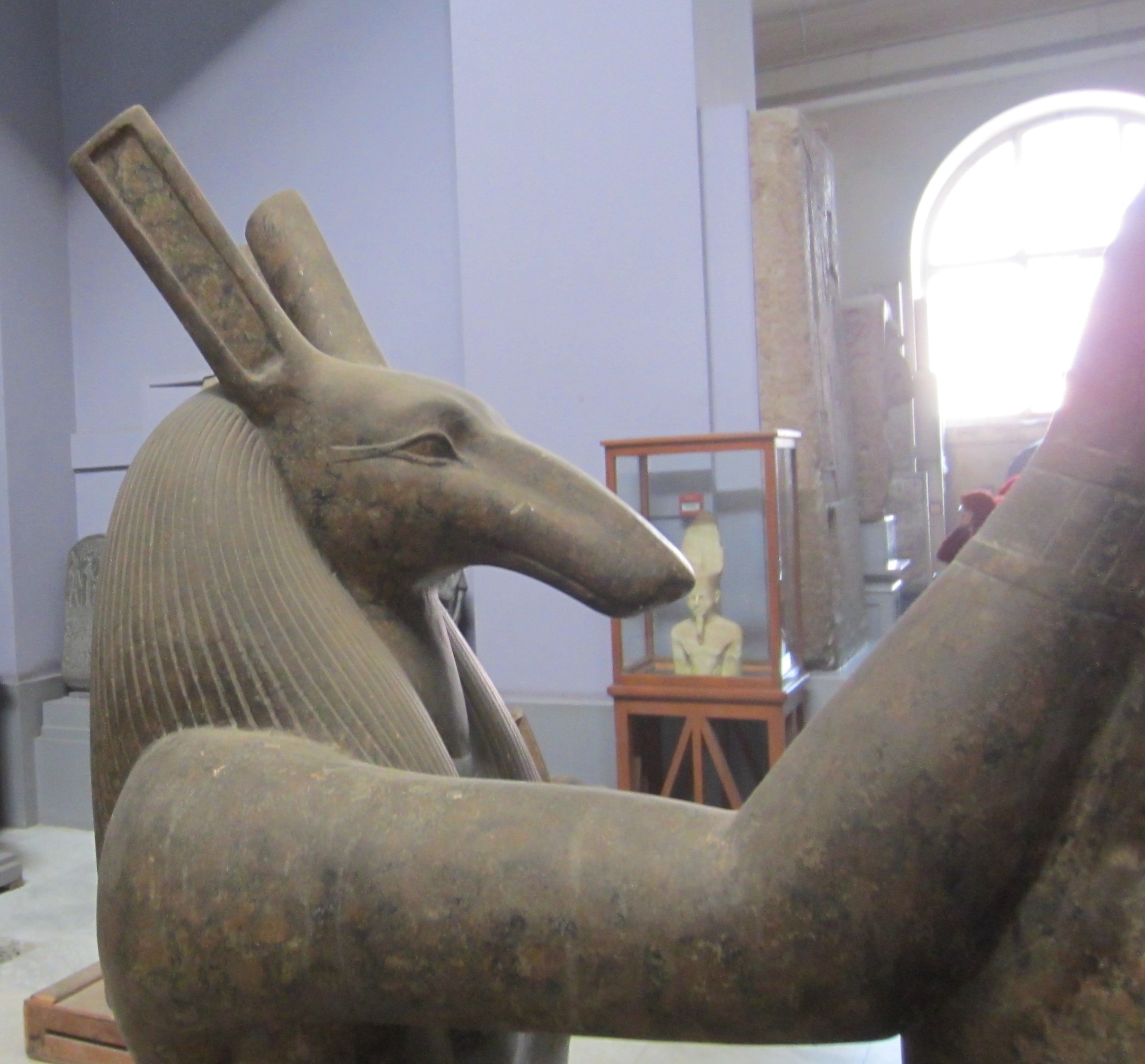
Le orecchie dell'enigmatico "animale di Seth", visibili in questa statua del regno di Ramses III, furono rimpiazzate da corna d'ariete.

Secondo l'egittologo Herman Te Velde, la demonizzazione di Seth avrebbe avuto luogo dopo la conquista dell'Egitto da parte di varie nazioni straniere, nel Terzo periodo intermedio (1069 a.C. - 664 a.C.) e nel Periodo tardo dell'Egitto (664 a.C. - 332 a.C.): proprio per il suo ruolo di dio degli stranieri, Seth venne associato agli oppressori, fra cui l'Impero assiro e quello persiano. Con l'ascesa della XXV dinastia (760 a.C.) le effigi di Seth furono vandalizzate e il suo nome censurato e cancellato.

## Descrizione
Più pesante in alto che in basso e dalle estremità relativamente sottili, il corpo del dio fu fuso in un unico pezzo a eccezione del braccio sinistro, plasmato a parte e incastrato alla spalla in un secondo momento. Il braccio destro è sollevato, il sinistro leggermente flesso e teso in avanti; entrambe le mani sono chiuse a pugno ed è impossibile dire con certezza cosa stringessero: sembra la tipica posa dei faraoni nel ruolo di guerrieri intenti ad abbattere nemici (vedi Tavoletta di Narmer e Targhetta MacGregor). Seth indossa la doppia corona bianca e rossa (pschent) dell'Alto e Basso Egitto: scelta iconografica rara ma non inusuale durante il Nuovo Regno; la corona fu realizzata separatamente e forse aggiunta in un'epoca successiva, anche se due segni sui suoi lati lasciano intendere che fu posizionata quando la figura aveva ancora le orecchie lunghe di Seth, prima della loro sostituzione con le corna d'ariete. Il gonnellino è striato con inserti in oro e rame.